# Negradas (Vicedo)
Negradas (llamada oficialmente San Miguel de Negradas) es una parroquia española del municipio de Vicedo, en la provincia de Lugo, Galicia.

## Organización territorial
La parroquia está formada por veintiuna entidades de población:

### Entidades de población
Entidades de población que forman parte de la parroquia:
- Áspera (A Áspera)
- Barreira (A Barreira)
- Chelo
- Crecide
- Creximil
- Fonte (A Fonte)
- Gándara (A Gándara)
- Gatariza (A Gatariza)
- Marcos
- Monte de Insua
- Morgallón (O Morgallón)
- Mosteiro (O Mosteiro)
- Muronovo (Muro Novo)
- Noche
- Poceira (A Poceira)
- Salgueiros
- San Roque
- Xurbal (O Xurbal)

### Despoblados
Despoblados que forman parte de la parroquia:
- Alpuxarras
- Francos
- Redonda (O Redondo)

## Demografía
| Gráfica de evolución demográfica de Negradas entre 2000 y 2022 |
|                                                                |
| Datos según el nomenclátor publicado por el INE.               |